# Victoria Helene Bergemann
Victoria Helene Bergemann (* 30. Juli 1997 in Reinbek), häufig auch als "VHB" abgekürzt, ist eine deutsche Komikerin, Slam-Poetin und Autorin.

## Wirken
Bergemann steht mit zumeist prosaischen, humoristischen Texten auf Bühnen. Dabei tritt sie einerseits als Teilnehmerin und Moderatorin von Poetry Slams in Erscheinung, andererseits ist sie aber auch als Comedian und Autorin (etwa bei der Kieler Lesebühne Irgendwas mit Möwen) unterwegs. In den Jahren 2016 und 2017 war sie Preisträgerin bei „Lyrix“, einem Bundeswettbewerb für junge Dichter. 2016 wurde sie Zweitplatzierte bei den deutschsprachigen U20-Meisterschaften im Poetry Slam in Magdeburg, im Jahr darauf wurde sie in Kiel Slam-Landesmeisterin. Im Paderborner Lektora-Verlag erschien ihre erste Textsammlung Basti hat behauptet, dass er gehört hätte, wie meine Mutter gesagt hat, dass ihr nicht so viel Dreck reintragen sollt, darüber hinaus gab sie gemeinsam mit Sven Hensel die Anthologie Tintenfrische III heraus. Als Workshop-Leiterin für Poetry Slam und Kreatives Schreiben reiste Bergemann im Auftrag des Auswärtigen Amtes bereits nach Georgien und Schweden. Seit 2019 moderiert sie die Radioshow Negativ am Nachmittag, die auch als Podcast erscheint. Regelmäßig ist Bergemann in diversen Fernsehsendungen zu sehen, unter anderem bei NDR Comedy Contest, SlaMDR, Ladies Night, First Ladies und Puffpaffs Happy Hour.
Bergemann lebt und arbeitet in Kiel.

## Programme
- 2018: Innere Werte kann ich auch nicht
- 2020: Feine Destination

## Auszeichnungen
- 2016: Vizemeisterin der deutschsprachigen U20-Meisterschaften im Poetry Slam
- 2016 & 2017: Preisträgerin beim Bundeswettbewerb „lyrix“ für junge Dichter*innen
- 2017: Schleswig-Holstein-Meisterin im Poetry Slam
- 2021: Niedersachsen-Bremen-Meisterin im Poetry Slam

## Veröffentlichungen
- „Basti hat behauptet, dass er gehört hätte, wie meine Mutter gesagt hat, dass ihr nicht so viel Dreck reintragen sollt.“ Lektora-Verlag, 2017, ISBN 978-3-95461-100-3.
- Clara Nielsen, Nora Gomringer (Hrsg.): Lautstärke ist weiblich. SATYR Verlag, 2017, ISBN 978-3-944035-91-8.
- Victoria Helene Bergemann, Sven Hensel (Hrsg.): Tintenfrische III. Lektora-Verlag, 2017, ISBN 978-3-95461-107-2.
- Denise Bretz, Larissa Tiesbohnenkamp (Hrsg.): Die ultimative Poetry Slam Anthologie II. Lektora-Verlag, 2019, ISBN 978-3-95461-137-9.
- Mona Harry, Björn Högsdal, Michel Kühn (Hrsg.): Irgendwas mit Möwen. KJM Buchverlag, 2019, ISBN 978-3-96194-082-0.